# 1659 Пункагар'ю
1659 Пункагар'ю (1659 Punkaharju) — астероїд головного поясу, відкритий 28 грудня 1940 року.
Тіссеранів параметр щодо Юпітера — 3,224.